# Megaselia palpella
Megaselia palpella är en tvåvingeart som beskrevs av Rudolf Beyer 1967. Megaselia palpella ingår i släktet Megaselia och familjen puckelflugor. Inga underarter finns listade i Catalogue of Life.